# استپانوس روشکا
روشکا استپانوس استپانیان (ارمنی: Ռոշքա Ստեփանոսի Ստեփանյան؛  زادهٔ ۱۶۷۰ - درگذشته ۱۷۳۹) دانشمند، فرهنگ‌نویس، اسقف کاتولیک ارمنی ارمنی‌تبار اهل لهستان بود.

## زندگی‌نامه
وی در ۱۶۷۰ در کامیانتس-پودیلسکی به دنیا آمد .  وی در ۱۷۳۹ در سن ۶۹ سالگی در ایوانو-فرانکیفسک درگذشت.

## یادداشت
1. ↑  Ռոշքյան, Ստեփանյան, Կամենիցացի, Կամենացի, Լեհացի
2. ↑  փիլիսոփայության դոկտոր
3. ↑  աստվածաբանության դոկտոր

## نگارخانه

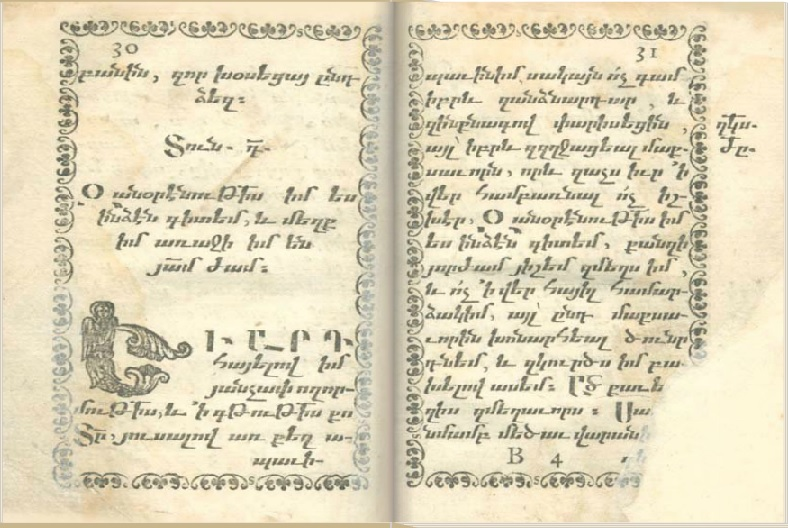
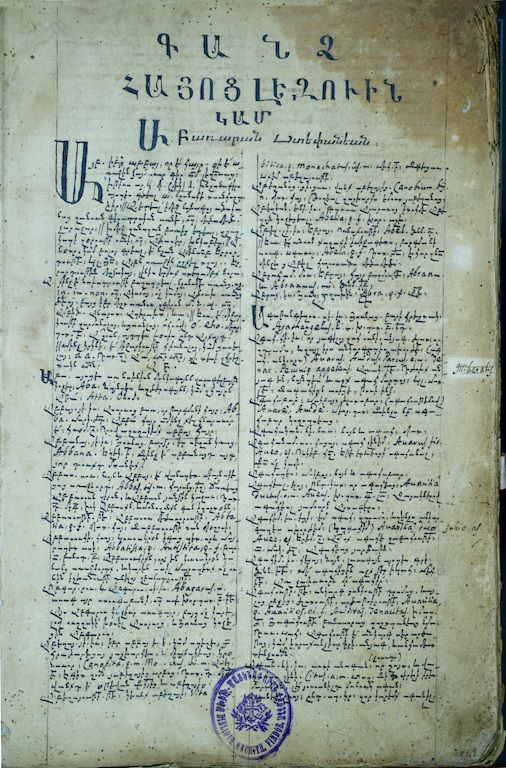
صفحه‌ای از «گنجینه زبان ارمنی یا فرهنگ لغت استپانسکی»